# Франц Текский
Франц Текский (Франциск Иосиф Леопольд Фредерик; 9 января 1870, Кенсингтон, Мидлсекс — 22 октября 1910, Вестминстер, Большой Лондон) — принц из Текского дома, военный деятель; брат королевы Марии Текской, супруги короля Великобритании Георга V.

## Биография
Франциск Иосиф Леопольд Фредерик, известный как «Фрэнк», родился в Кенсингтонском дворце и получил образование в Веллингтонском колледже, Челтенхемском колледже и Королевском военном училище в Сандхерсте. Был исключён из Веллингтонского колледжа в Беркшире «за то, что на спор перебросил своего учителя через изгородь. На протяжении всей своей жизни он был неисправимым игроком. Затем был отправлен в Челтенхем, где у него вновь возникли проблемы». Из-за долгов он был вынужден продолжить военную карьеру в Индии.
Принц Франц внезапно скончался в 1910 году в возрасте 40 лет от воспаления лёгких, подхваченного в Балморале. Он был похоронен в Часовне Святого Георгия в Виндзорском замке. В октябре 1928 года его останки были перезахоронены в Королевской усыпальнице во Фрогморе.

### Личная жизнь
Принц Франц никогда не был женат. Согласно книге «Рождённые править» Джулии П. Джеларди, в принца была страстно влюблена принцесса Мод Уэльская, золовка его сестры. Они поддерживали переписку, но вскоре выяснилось, что Франц не испытывал к Мод ответных чувств. Она вышла замуж за своего двоюродного брата, датского принца Карла, и стала королевой Норвегии в 1905 году.
У Франца был роман с признанной красавицей Эллен Констанс, супругой Фрэнсиса Нидэма, 3-го графа Килмори, которой он якобы завещал изумруды Кембриджей, часть драгоценностей Текского дома. Чтобы вернуть эти семейные реликвии, его сестра королева Мария опечатала его завещание, а затем договорилась с леди Килмори о выкупе изумрудов, по слухам заплатив за них десять тысяч фунтов стерлингов.
Английская актриса Сара Майлз объявила себя правнучкой принца через своего дедушку, предположительно незаконнорождённого сына принца по имени Франц Ремнант, родившегося в 1894 году.